# Citogenética

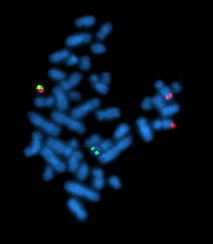
Célula metafásica positiva para el reordenamiento bcr/abl usando la técnica FISH.

La citogenética es una rama de la genética y de la citología, que se ocupa del estudio de la estructura y función de los cromosomas, y de cómo estos se relacionan con el comportamiento celular. Las técnicas de estudio que utiliza son: la obtención de cariotipos, el análisis de cromosomas mediante cariograma con técnicas de bandeado, así como la citogenética molecular mediante la hibridación fluorescente in situ (FISH) y la hibridación genómica comparativa (CGH).

## Historia

### Inicios

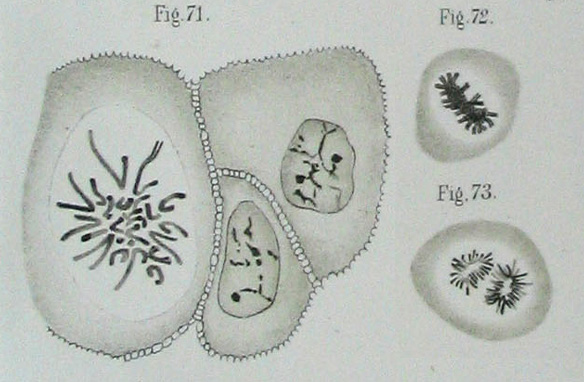
Fleming 1882

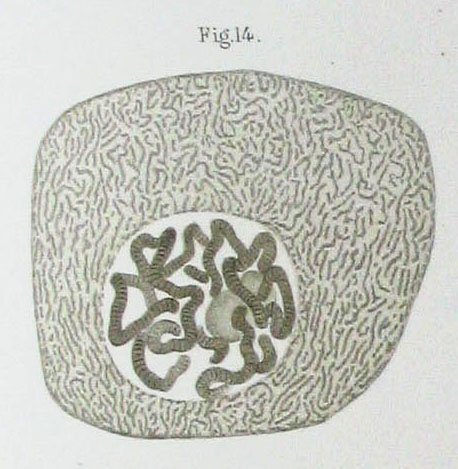
Fleming 1882

Los primeros pasos en la citogenética se dieron a finales del siglo XIX.

En 1842 el botánico suizo Nägeli registró cuerpos dentro de los núcleos celulares de plantas, e independientemente el científico belga Beneden en lombrices del género Ascaris.
En 1869 Miescher aisló del núcleo celular una sustancia molecular pesada y fosforada a la que llamó nucleína.

En 1882 Walther Flemming definió inicialmente «...la sustancia que constituye los núcleos interfásicos y que muestra determinadas propiedades de tinción...» denominada cromatina, que está conformada esencialmente por lo que ahora denominamos «cromosomas».

En 1888 von Waldeyer, anatomista alemán, acuñó el nombre cromosoma para los cuerpos teñidos. 

En 1889 Altman caracterizó a la nucleína como ácido orgánico y la llamó ácido nucleico, hoy ADN.
La siguiente etapa tuvo lugar tras el desarrollo de la genética a principios del siglo XX , cuando se dedujo que el conjunto de cromosomas (el cariotipo) era el portador de los «genes».

En 1902-1903 Theodor Boveri y Walter Sutton propusieron por separado, un
concepto fundamental, la relación de la herencia de las características y los cromosomas (Teoría cromosómica de la herencia).

Levitsky parece haber sido el primero en definir el cariotipo humano como la apariencia fenotípica de los cromosomas somáticos, en contraste con su contenido genético.
Cambió su opinión más tarde de 46 a 48, e insistió de manera acertada en que el hombre tenía un sistema de determinación del sexo XX/XY.

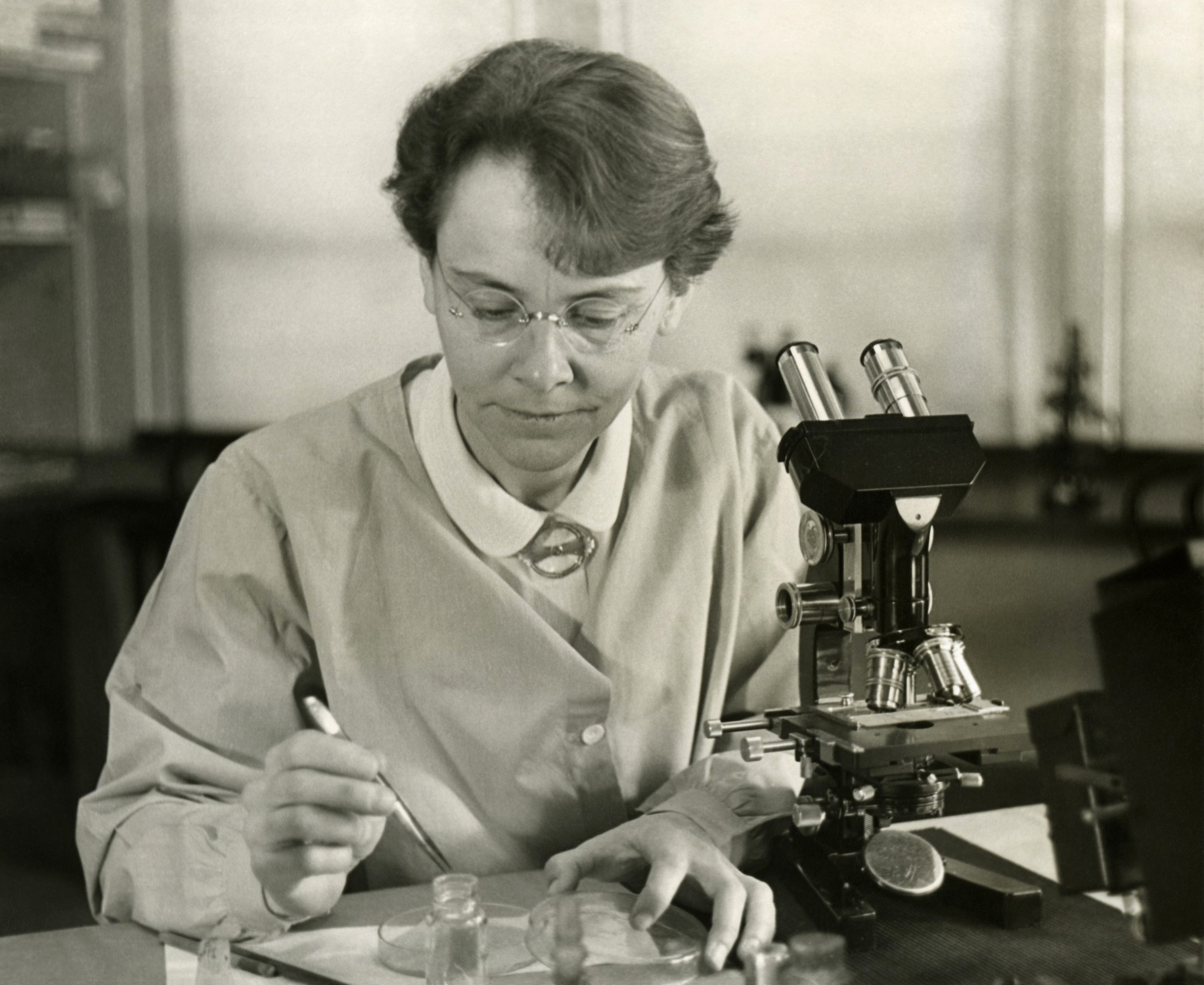
En 1947

En 1931 las investigadoras McClintock y Creighton demostraron que la recombinación citológica de cromosomas, tenía correlación con la recombinación de los rasgos genéticos (postulación de los genes) citogenetista del maíz.

Antes de este descubrimiento, se postulaba que la recombinación genética podría ocurrir durante la meiosis.

En 1931 McClintock publicó el orden de tres genes del cromosoma 9 de maíz, mediante la cartografía genética resultante del entendimiento del mecanismo del ligamiento y entrecruzamiento. Este estudio permitió la publicación de Creighton sobre este tema.

Desarrolló técnicas para visualizar y caracterizar cromosomas de maíz, una técnica basada en la tinción con carmín para la visualización de cromosomas mediante microscopía óptica, mostrando por primera vez la morfología de los diez cromosomas del maíz.[16] 

Estudiando esa morfología, fue capaz de relacionar caracteres que se heredaban conjuntamente con segmentos cromosómicos (análisis del ligamiento).

En 1933 realizó un estudio citogenético del centrómero, mostrando su organización y función.

Joe Hin Tjio, que trabaja// en el laboratorio de Albert Levan,-->  fue el responsable de encontrar el enfoque:
Se necesitaban nuevas técnicas para resolver definitivamente el problema:
1. Utilizando células en cultivo;
2. Pretratando células en una solución hipotónica, que penetra y dispersa los cromosomas;
3. Deteniendo la mitosis en metafase con una solución de colchicina;
4. Aplastando la preparación para forzar a los cromosomas a ponerse en un mismo plano;
5. Troceando una fotomicrografía y organizando el resultado en un cariograma indiscutible.

Hasta 1956 no fue generalmente aceptado que el cariotipo del humano incluía solamente 46 cromosomas. Y algo muy importante, que los grandes primates tenían 48 cromosomas. Se maneja la hipótesis que el Cromosoma 2 (humano) se habría formado mediante la fusión de cromosomas ancestrales, lo que habría reducido el número del cariotipo.

## Aplicaciones de la citogenética

### Trabajos de McClintock con el maíz
Barbara McClintock empezó su carrera como citogenetista del maíz. En 1931 McClintock y Harriet Creighton demostraron que la recombinación citológica de cromosomas marcados tenía correlación con la recombinación de rasgos genéticos (genes).

McClintock, mientras estaba en el Instituto Carnegie, continuó sus estudios previos sobre los mecanismos de rotura de cromosomas y fusión en el maíz. Identificó un evento particular de rotura cromosómica que siempre ocurría en el mismo locus en el cromosoma 9 del maíz, al que denominó  "Ds" o locus de "disociación".
 
McClintock continuó su carrera en citogenética estudiando la mecánica y la herencia de los cromosomas rotos y anulares (circulares) del maíz. Durante su trabajos de citogenética, McClintock descubrió el gen saltarín, una secuencia de ADN que puede moverse a diferentes partes del genoma, hoy llamados transposones, un hallazgo que finalmente la llevó a ganar el Premio Nobel en 1983.

### Poblaciones naturales de Drosophila
En la década de 1930 Dobzhansky y sus colaboradores tomaron Drosophila pseudoobscura  y D. persimilis  de poblaciones silvestres en California y estados vecinos. Usando la técnica de Painter estudiaron los cromosomas politénicos y descubrieron que las poblaciones silvestres eran polimórficas para las inversiones cromosómicas. Todas las moscas se parecían a cualquiera de las inversiones que portaban: este fue un ejemplo de polimorfismo críptico.
Rápidamente se acumularon pruebas que demostraban que la selección natural era la responsable. Usando un método ideado por L'Heretier y Teissier, Dobzhansky crio poblaciones en jaulas de cría, que permitía alimentarlas, que se reprodujeran y la toma de muestras de las mismas al mismo tiempo que se evitaba que escaparan. Esto tenía la ventaja de descartar la migración como una posible respuesta a los resultados. Las poblaciones que tenían inversiones de frecuencia inicial conocida se podían mantener en condiciones controladas. Se encontró que los diferentes tipos de cromosomas no fluctuaban al azar, como harían de ser idealmente neutros, sino que se ajustaban a algunas frecuencias en las que se estabilizaban. Cuando Dobzhansky publicó la tercera edición de su libro en 1951 estaba convencido de que la morfología de los cromosomas se mantenía en la población por la ventaja de selección de los heterocigotos, como en la mayoría de los polimorfismos.

### Lirios y ratones
El lirio es uno de los organismos favoritos para el examen citológico de la meiosis, ya que sus cromosomas son grandes y cada etapa morfológica de la meiosis se puede identificar fácilmente con el microscopio. Hotta, Chandley et al. presentaron evidencia de un  patrón común de síntesis de corte y reparación de ADN en células meióticas masculinas de lirios y roedores durante las etapas de meiosis cigoteno-paquiteno, cuando se presumía que ocurría el entrecruzamiento (crossing over). La presencia de un patrón común entre organismos tan  distantes en la filogenia como el lirio y el ratón, llevó a los autores a concluir que la organización del entrecruzamiento meiótico al menos en los eucariotas superiores, probablemente tenga una distribución universal.

### Anomalías numéricas humanas y aplicaciones médicas

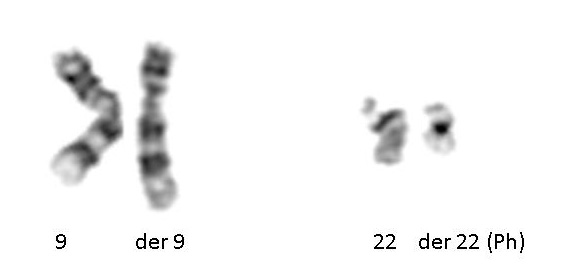
Traslocación Philadelphia t(9;22)(q34;q11.2) vista en leucemia mieloide crónica.

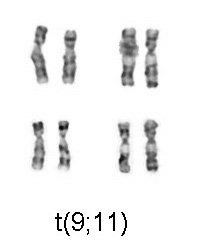
translocación 9;11 asociada a AML.

Con la aparición de los procedimientos que permitían una fácil enumeración de los cromosomas (cariograma), rápidamente se hicieron descubrimientos relacionados con los cromosomas aberrantes o el número de cromosomas. En algunos trastornos congénitos, como el síndrome de Down, la citogenética reveló la naturaleza del defecto cromosómico: una trisomía "simple". Las anormalidades que surgen de eventos de no disyunción pueden causar células con aneuploidía (adiciones o deleciones de cromosomas completos) en uno de los padres o en el feto. 

En 1959, Lejeune descubrió que los pacientes con síndrome de Down tenían una copia adicional del cromosoma 21. El síndrome de Down también se conoce como trisomía 21.
Otras anomalías cromosómicas descubiertas son las anomalías en cromosomas sexuales. Una hembra que solo posea un cromosoma sexual (el X) padece el síndrome de Turner, un cromosoma X de más en un varón, con 47 cromosomas en total, padece el síndrome de Klinefelter. Muchas más combinaciones pueden aparecer sin ser letales como XXX, XYY y XXXX. La capacidad de los mamíferos para tolerar aneuploidías en cromosomas sexuales deriva de la capacidad de inactivarlos, que se necesita en hembras normales para compensar el tener dos copias del cromosoma. No todos los genes del cromosoma X se inactivan, lo que responde a por qué se observa una diferencia fenotípica en individuos con cromosomas X extra.
La trisomía del 13 se relaciona con el síndrome de Patau y la del 18 con el síndrome de Edward.
En 1960, Peter Nowell y David Hungerford descubrieron un pequeño cromosoma en los glóbulos blancos de pacientes con leucemia mieloide crónica (LMC, Chronic myelogenous leukemia). Este cromosoma anormal se denominó cromosoma Filadelfia, ya que ambos científicos estaban realizando su investigación en Filadelfia, Pensilvania. Trece años más tarde, con el desarrollo de técnicas más avanzadas, Janet Rowley demostró que el cromosoma anormal era el resultado de una translocación de los cromosomas 9 y 22. La identificación del cromosoma Filadelfia por citogenética es un diagnóstico de CML.
Además, actualmente esta ciencia se está volcando en el uso de sus técnicas, y especialmente la citogenética molecular, para el pronóstico y el diagnóstico de diversos tipos de cáncer. En algunos tipos de cáncer, concretamente en noeplasias hematológicas, los citogenéticos pueden determinar qué translocaciones cromosómicas están presentes en las células malignas, facilitando el diagnóstico y la susceptibilidad al tratamiento (por ejemplo el mesilato de imatinib en casos del cromosoma Filadelfia). En cuanto a otras enfermedades destacan las neoplasias y las hematopatías como diana de las técnicas de citogenética más destacadas.

### Aplicaciones en diagnóstico molecular
Dependiendo del tipo de muestra que se tome, se podrá dar un diagnóstico sobre uno o varios casos concretos: 
| TIPO DE MUESTRA                      | APLICACIONES                                                                      |
| ------------------------------------ | --------------------------------------------------------------------------------- |
| Sangre/células mucosa bucal          | Evaluar a una pareja con antecedentes de infertilidad o abortos                   |
| Sangre/células mucosa bucal          | Evaluar una apariencia anormal del cuerpo que sugiere una anomalía genética       |
| Células médula ósea                  | Análisis casos de leucemia y linfomas                                             |
| Células fetales en líquido amniótico | Diagnóstico prenatal para evaluar anomalías cromosómicas en un feto en desarrollo |
| Células embrionarias                 | Diagnóstico genético preimplantatorio en técnicas de reproducción asistida        |

### Aparición de las técnicas de bandeo

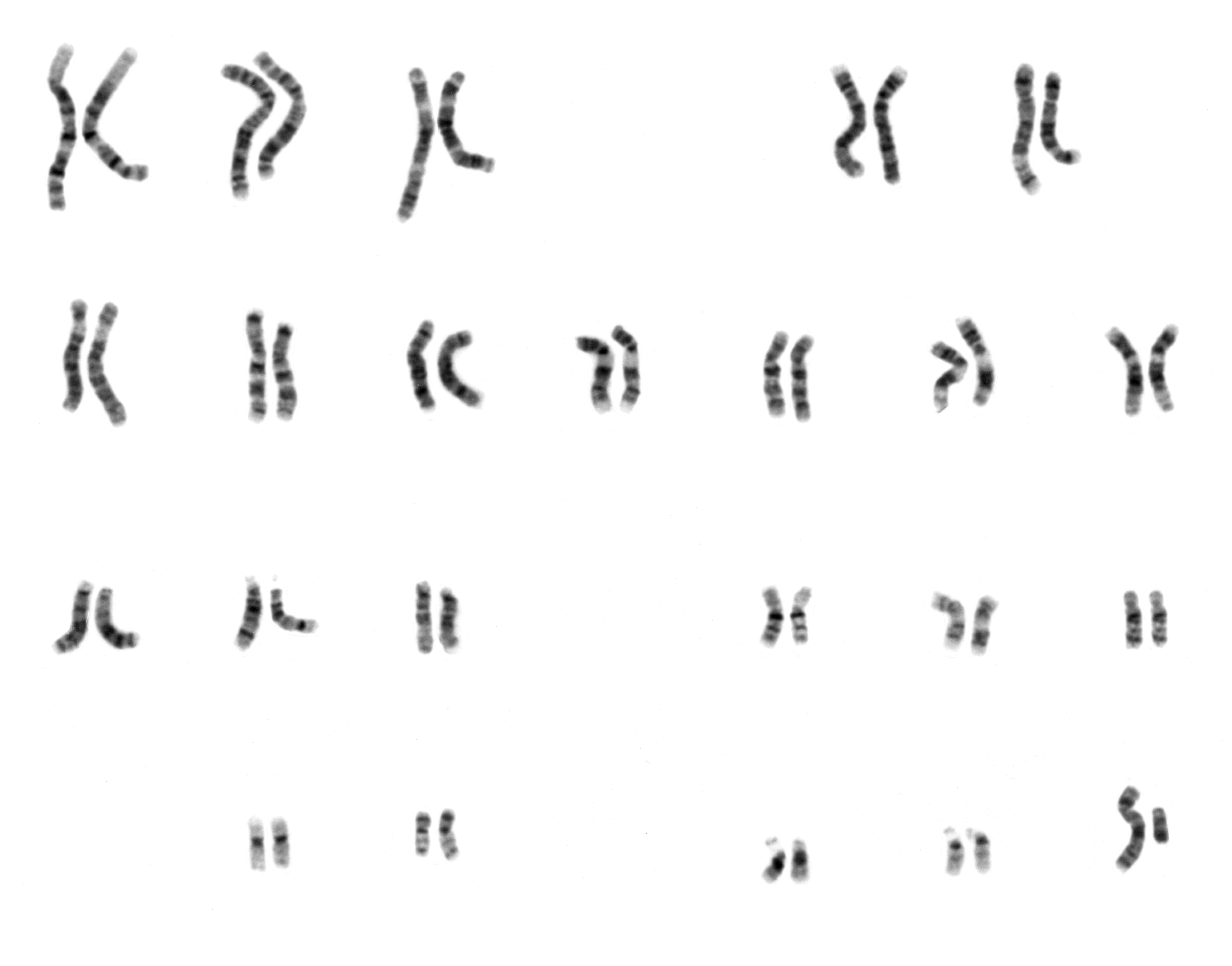
Cariotipo humano de varón.

A fines de la década de 1960, Torbjörn Caspersson desarrolló una técnica de tinción fluorescente con quinacrina (bandas Q) que revelaba patrones de bandas únicos para cada par de cromosomas. Esto permitía diferenciar pares de cromosomas de igual tamaño mediante distintos patrones de bandas horizontales. Los patrones de bandas se utilizaron entonces para dilucidar los puntos de ruptura y los cromosomas constituyentes involucrados en las translocaciones cromosómicas. Las deleciones e inversiones dentro de un cromosoma individual también se podían identificar y describir con mayor precisión mediante la nomenclatura de bandas estandarizada. El bandeo G (que utiliza tripsina y tinción de Giemsa/Wright) se desarrolló simultáneamente a principios de la década de 1970 y permitía la visualización de patrones de bandas usando un microscopio de campo claro. Los síndromes por deleción como el DiGeorge, el Prader-Willi y otros fueron asociados a deleciones del material cromosómico.
Los diagramas de identificación de los cromosomas basados en los patrones de bandeo, se conocen como idiogramas o mapas citogenéticos. Estos mapas se convirtieron en la base de los campos oncológicos o prenatales y en seguida se incorporaron a citogenéticos en los laboratorios clínicos donde los cariotipos permitían la observación de las alteraciones cromosómicas por parte de los científicos. Las técnicas se ampliaron para el cultivo de amniocitos libres obtenidos del líquido amniótico, y se ampliaron aún más a todo tipo de cultivos que permitieran mayor resolución de bandeo.

### Comienzos de la citogenética molecular
En la década de 1980 se hicieron avances en citogenética molecular. Mientras los marcajes con radioisótopos se habían hibridado con el ADN desde 1969, la innovación estaba ahora en las pruebas de marcajes fluorescentes. La hibridación con preparados de cromosomas realizados con las técnicas existentes se pasó a conocer como hibridación fluorescente in situ (FISH, fluorescence in situ hybridization). Esta tecnología abrió la posibilidad de estudiar regiones específicas de la cromatina directamente sobre los cromosomas, gracias a la información derivada de la secuencia misma del ADN, y no solamente por simples características morfológicas. 

Este cambio aumentó significativamente el uso de las técnicas de marcaje fluorescente, como las técnicas habituales de marcaje, por ser más seguras y poder ser utilizadas indefinidamente.

Otros avances en la micromanipulación y el examen de cromosomas condujo a las técnicas de microdisección de cromosomas con las que las aberraciones estructurales de cromosomas podían aislarse, clonarse y ser estudiadas con mucho más detalle.

## Técnicas

### Análisis rutinarios

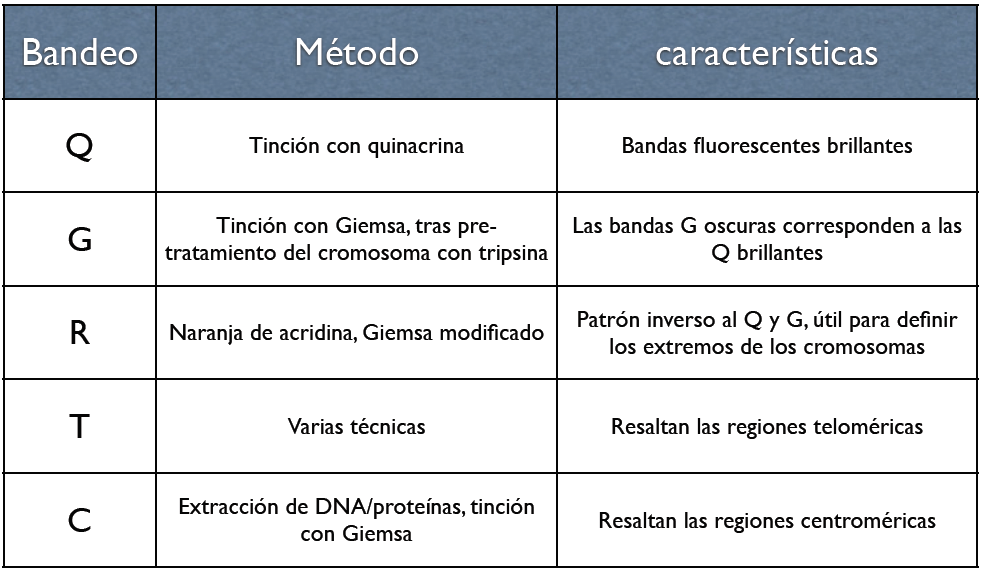
Tipos de bandeo

Los análisis de cromosomas rutinarios hace referencia a los análisis de cromosomas metafásicos que se han preparado usando tripsina seguida de teñido con Giemsa, Leishmanns, o una mezcla de ambas. Esto origina patrones de bandas que son únicos para cada cromosoma. El mecanismo molecular y el motivo de estos patrones se desconoce, aunque podría estar relacionado con la replicación y el empaquetamiento.
En los laboratorios citogenéticos se utilizan diversas técnicas de bandeo de cromosomas. El bandeo por Quinacrina (bandeo-Q) fue la primera tinción utilizada para la obtención de patrones de bandas específicos. Este método requiere un microscopio de fluorescencia y ya no es usado tan ampliamente como el bandeo con Giemsa (bandeo-G). El bandeo de inversión (bandeo-R) necesita tratamiento por calor e invierte las bandas blancas y negras habituales de los bandeos G y Q. Este método es muy útil si se quieren teñir los extremos distales de los cromosomas. Otras técnicas de tinción incluyen bandeo-C y tinción de la zona del organizador nucleolar (tinción NOR). Estas últimas técnicas tiñen porciones específicas del cromosoma. El bandeo-C tiñe la heterocromatina estructural, que se encuentra normalmente cerca del centrómero, y la tinción NOR resalta los satélites y los brazos de los cromosomas acrocéntricos. El bandeo a mayor resolución incluye la tinción de cromosomas en profase o metafase temprana (prometafase), antes de alcanzar la máxima condensación. Porque los cromosomas profásicos y prometafásicos están menos condensados que los cromosomas de la metafase, el número de bandas observables para todos los cromosomas aumenta en 300 a 450 y hasta 800. Esto permite detectar anomalías menos obvias que normalmente no se verían con los bandeos convencionales.

#### Preparación de muestras
Las células de la médula ósea, la sangre, el líquido amniótico, la sangre del cordón umbilical, los tumores, y tejidos (incluyendo piel, cordón umbilical, hígado, y muchos otros órganos) se pueden cultivar usando técnicas de cultivo celular estándar con el fin de incrementar su número. Un inhibidor mitótico (colchicina, colcemida) se añade al cultivo para detener la división celular en la mitosis, lo cual nos dará una mayor producción de células mitóticas para los análisis. Después, las células se centrifugan, y el medio y el inhibidor mitótico se eliminan y se sustituyen por una solución hipotónica. Esto provoca que las células se hinchen por lo que los cromosomas se dispersarán cuando se añadan a la muestra. Tras poner a las células en un medio hipotónico, se añade fijador Carnoy (etanol y ácido acético glacial 3:1). Esto matará a las células, lisará los eritrocitos, y endurecerá los núcleos de los glóbulos blancos que queden. Las células se fijan rápido por regla general para eliminar los restos de los eritrocitos sobrantes. La suspensión de células entonces cesa en las muestras de los especímenes. Tras el paso de las muestras por un horno o esperando unos días, están listas para el bandeo y el análisis.

#### Análisis
El análisis de cromosomas bandeados se hace al microscopio por un laboratorio clínico especializado en citogenética (CLSp(CG)). En general se analizan unas 20 células, que es suficiente para descartar el mosaicismo a un buen nivel. Se hace un sumario de los resultados que son estudiados por un citogenetista y se remiten al médico para poder escribir una interpretación teniendo en cuenta la historia clínica previa de los pacientes y otros datos clínicos. Se informan los resultados según el Sistema Internacional de Nomenclatura de Citogenética Humana 2005 (International System for Human Cytogenetic Nomenclature 2005, ISCN 2005).

### Hibridación por fluorescencia in situ

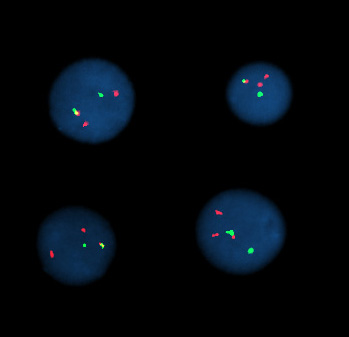
Células de interfase positivas para una reordenación de t(9;22).

Hibridación por fluorescencia in situ significa utilizar sondas marcadas por fluorescencia para hibridar preparaciones citogenéticas de células.
Además de en las preparaciones estándar, la técnica FISH también se puede utilizar en:
frotis de médula ósea
frotis de sangre
preparaciones de tejido incluidas en parafina
muestras de tejido disociadas enzimáticamente
médula ósea sin cultivar
amniocitos sin cultivar
preparaciones de células centrifugadas

#### Preparación de muestras
La muestra se trata con una solución de sal que normalmente consiste en 2X SSC (sal, citrato de sodio). Después las muestras se deshidratan en etanol, y se añade la mezcla de sondas. La muestra de ADN y la sonda de ADN se codesnaturalizan por calor y dejando un plazo de al menos 4 horas para la reasociación. Tras esto, las muestras se lavan para eliminar el exceso de sondas que no se hayan unido, y se contratiñe con 4',6-Diamidino-2-fenylindol (DAPI) o propidio yodado.

#### Análisis
El análisis de especímenes de FISH se hace con microscopios de fluorescencia y los realizan laboratorios clínicos especializados en citogenética (CLSp(CG)). Para oncología en general se apuntan un gran número de células interfásicas en orden para descartar bajos niveles de enfermedades residuales, normalmente entre 200 y 1000 células se contabilizan y apuntan. Para problemas congénitos, se emplean habitualmente unas 20 células metafásicas.

### Otras técnicas
Ya se han mencionado las técnicas de uso habitual en análisis citogenético, pero haciendo un resumen de todas ellas y agrupándolas según los campos a los que pertenecen, se tienen:
- Análisis citogenético: aquí se incluyen técnicas como el bandeado G, FISH, CGH (hibridación genómica comparada) o el cariotipo multicolor (SKY-FISH y M-FISH). Estas últimas del cariotipo multicolor son muy recientes y consisten en marcar el material genético de cada cromosoma con uno o varios fluorocromos, haciéndolos así diferenciables. El espectro de emisión de cada uno de ellos es único y así se obtienen cromosomas de diversos colores.

- Análisis molecular: la técnica más destacada en este caso es la PCR (reacción en cadena de la polimerasa), que se caracteriza por su gran aplicabilidad dado que amplifica secuencias específicas de ADN o de ARN, y multiplica por más de 100 el número de copias que se pueden obtener de un fragmento de ADN en concreto, algo muy ventajoso para cualquier estudio que se realice.

## Citogenética molecular
Consiste en la combinación de biología molecular y citogenética. Por lo general, esto incluye la utilización de una serie de técnicas del estilo de hibridación por fluorescencia in situ (FISH), en la cual las muestras de ADN están marcadas con diferentes colorantes que emiten fluorescencia para así poder visualizar mejor las regiones específicas del genoma que se quiera. La FISH también puede emplearse para observar directamente los cromosomas metafásicos o los núcleos interfásicos. A parte, se puede tomar un método indirecto en el que el genoma completo es evaluado en cuanto a cambios en el número de copias utilizando un cariotipo virtual. Los cariotipos virtuales se generan a partir de matrices compuestas de miles de millones de muestras, y se usan herramientas computacionales con el fin de hacer una “simulación por ordenador” del genoma.

## Futuro de la citogenética
Los avances actualmente se centran en la citogenética molecular, incluyendo técnicas como las matrices de hibridación de genómica comparativa, CGH, matriz-SNP basada en cariotipos y sistemas automatizados para contabilizar los resultados de preparaciones estándar de FISH.